# Петров, Илия
Илия Петров (6 июля 1903, Разград — 18 мая 1975, София) — болгарский живописец, портретист, педагог, профессор, член Болгарской академии наук (1971). Лауреат Димитровской премии (1953, 1961, 1971).

## Биография
Изучал живопись в Софии и Мюнхене. Стажировался в Германии, Италии, Франции.
С 1940 года преподавал в Художественной академии Софии. Был заместителем ректора академии.
В 1971 был избран членом Болгарской академии наук.

## Творчество
И. Петров один из выдающихся мастеров живописи Болгарии. Создал ряд портретов своих современников (Доры Габе, Николая Райнова, Людмилы Стояновой и др).
Его картины на историко-революционные темы характерны своей суровой патетикой, выразительным лаконизмом, сдержанностью колорита (полотно «Расстрел», 1954; «Партизанская песня», 1959 — оба в Национальной художественной галерее, София).
Как художник, Илия Петров специализировался не только на сюжетно-тематических композициях в станковой живописи. Он создал ряд работ в монументально-декоративном жанре (роспись «Девятое сентября» в кинотеатре «Димитр Благоев» в Софии, 1947.
И. Петров был опытным рисовальщиком (графические циклы, портреты, серия рисунков «Испания», 1939), занимался скульптурой.
Умер в 1975 году в Софии.

## Память
Сейчас имя художника носит Национальная художественная гимназия изящного искусства в Софии.

## Признание

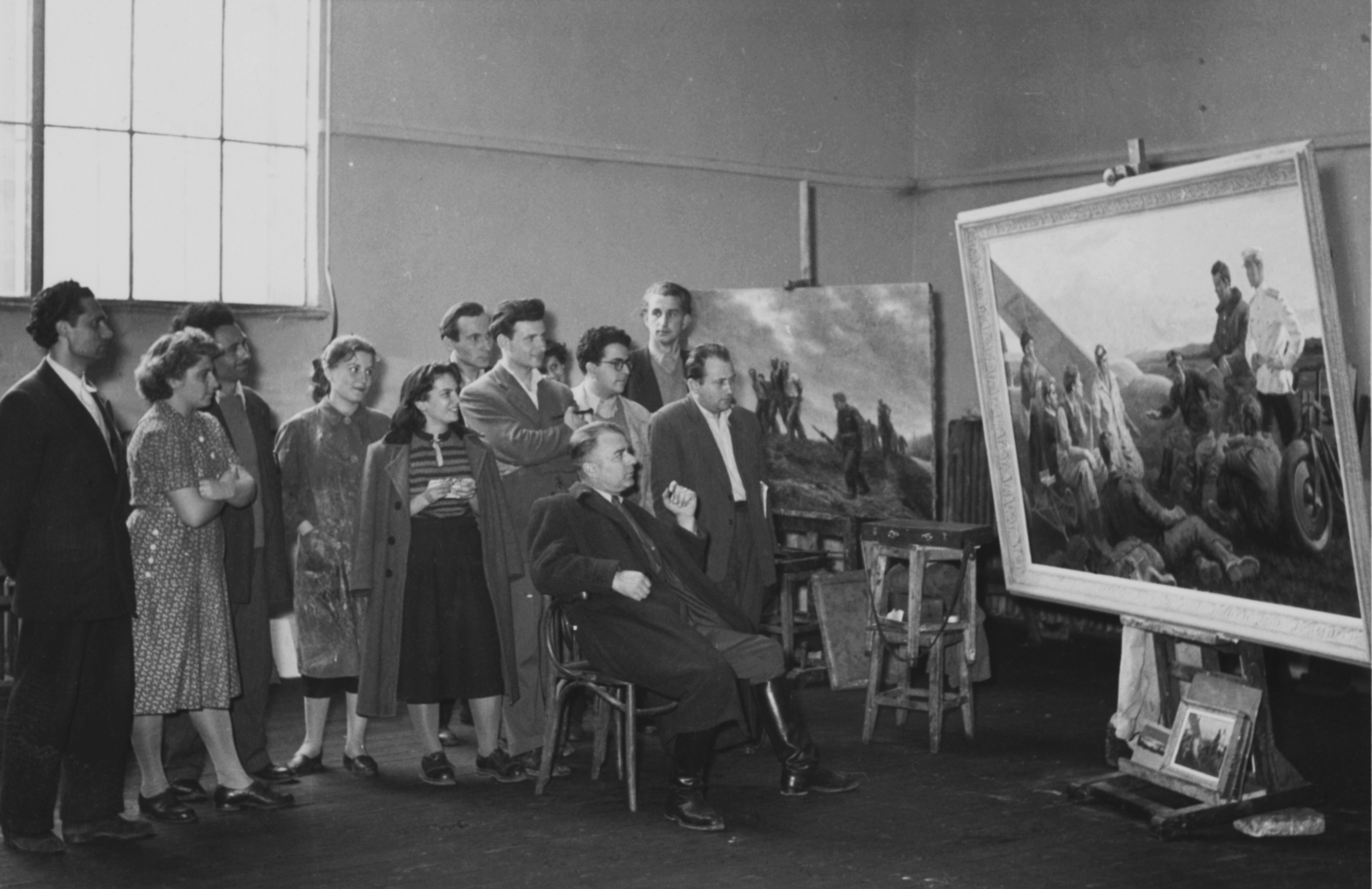
Профессор Илия Петров (сидит в центре) среди учеников на защите дипломной работы. 1955 г.

Ещё при жизни художник удостоился статьи в издававшейся 300-тысячным тиражом 50-томной «Большой Советской Энциклопедии»:

Петров, Илия (р. 1903) — болгарский живописец. Заслуженный художник Народной Республики Болгарии. Учился в Академии художеств в Софии (окончил в 1926). Мастер портретной (портреты Г. Димитрова, Ст. Митова, Н. Холфина и др.) и историко-революционной живописи («Сентябрь 1923 г.», «Партизаны», «Г. Димитров на V съезде»). Произведениям Петрова свойственны углублённость реалистич. трактовки образа, мастерство построения драматич. композиции. Петров является лауреатом Димитровской премии.— «БСЭ», Т. 32 — М., 1955, С.598
Димитровской премии  художник был удостоен трижды: в 1953, 1961 и 1971 годах.
В числе его именитых учеников - Лика Янко.